# John Vivian (homme politique libéral)
Pour les articles homonymes, voir John Vivian.
John Cranch Walker Vivian (18 avril 1818 - 22 janvier 1879) est un homme politique libéral anglais qui siège à la Chambre des communes entre 1841 et 1871. 

## Carrière
Il est le deuxième fils du lieutenant-général Sir Hussey Vivian (1er baron Vivian) et de sa première épouse Eliza De Crespigny, fille de Philip Campion de Crespigny. Né au château de Rosamel à Frencq, en France, il fait ses études au Collège d'Eton et rejoint le 11th Hussars comme cornet en février 1836. Il devient lieutenant en décembre 1837, capitaine en avril 1840 et prend sa retraite en 1842. Vivian est sous-lieutenant et juge de paix pour la Cornouailles . 
Vivian est élu député de Penryn et Falmouth en juillet 1841 et occupe le siège jusqu'en juillet 1847. Il est élu député de Bodmin  en avril 1857 et occupe le siège jusqu'en mai 1859, date à laquelle il se présente sans succès à Truro. Aux Élections générales britanniques de 1865, il est élu député de Truro et occupe le siège jusqu'en 1871. Il est nommé Lord du Trésor en décembre 1868, fonction qu'il occupe jusqu'en 1870, date à laquelle il est nommé Secrétaire financier au ministère de la Guerre. Il occupe ce poste jusqu'en 1871, date à laquelle il est nommé Sous-secrétaire d'État à la guerre, quittant ainsi son siège. 
Vivian est décédé à l'âge de 60 ans à son domicile du Prieuré, Richmond, Londres, laissant une succession personnelle de moins de 1 000 £ à sa veuve.

## Famille
Vivian épouse d'abord en 1840 Louisa Woodgate, fille de Henry Woodgate. Elle meurt en 1855 et il se remarie en 1861 avec Florence Grosvenor Rowley, fille du major Rowley de la cavalerie de Bombay. Ils divorcent en août 1869 après qu'elle s'est enfuie avec le marquis de Waterford, qui l'épouse le 3 juillet 1872. Elle décède le 4 avril 1873. Vivian épouse, en troisièmes noces, Emma Harvey en 1876. Son petit-fils, Herbert Vivian (en), est un journaliste, écrivain et propriétaire d'un journal qui est l'un des membres clés du Renouveau néo-jacobite (en) des années 1880 et 1890. 